# Italo Dell’Oro

Wappen von Italo Dell’Oro.

Italo Dell’Oro CRS (* 20. Juni 1953 in Malgrate, Italien) ist ein italienischer römisch-katholischer Ordensgeistlicher und Weihbischof in Galveston-Houston.

## Leben
Italo Dell’Oro trat der Ordensgemeinschaft der Somasker bei und legte 1981 die ewige Profess ab. Nach dem Abschluss seines Theologiestudiums an der Benediktinerhochschule Sant’Anselmo in Rom mit dem Baccalaureat empfing er am 11. September 1982 das Sakrament der Priesterweihe durch den Bischof von Como, Teresio Ferraroni.
1985 entsandte ihn seine Ordensgemeinschaft in die Vereinigten Staaten, wo er im Bundesstaat New Hampshire an einer Schule tätig war. 1988 erwarb er nach weiteren Studien am Ringier College den Mastergrad in psychologischer Beratung. 1992 wurde er Pfarrer in Texas und später Verantwortlicher für die Berufungspastoral seiner Ordensgemeinschaft. Im Erzbistum Galveston-Houston war er seit 2015 Bischofsvikar für den Klerus und seit 2016 für die Eheleute.
Am 18. Mai 2021 ernannte ihn Papst Franziskus zum Titularbischof von Sucarda und zum Weihbischof in Galveston-Houston. Die Bischofsweihe spendete ihm der Erzbischof von Galveston-Houston, Daniel Kardinal DiNardo, am 2. Juli desselben Jahres. Mitkonsekratoren waren der Erzbischof von Manfredonia-Vieste-San Giovanni Rotondo, Franco Moscone CRS, und der Bischof von San Angelo, Michael Sis.